# Пантелеимонов монастырь (Афон)
Монасты́рь Свято́го Пантелеи́мона на Афоне (греч. Μονή Αγίου Παντελεήμονος); также известен как Россико́н (греч.  Ρωσσικόν) или Но́вый Ру́ссик — один из 20 «правящих» монастырей на Святой Горе Афон в Греции. Традиционно считается «русским», хотя по составу насельников стал вполне русским лишь в последней четверти XIX века, когда перешёл под фактический контроль российского Святейшего синода и правительства (вплоть до начала Первой мировой войны).
Как и все прочие афонские монастыри, будучи патриаршей ставропигией, находится в прямой канонической юрисдикции Константинопольского патриархата; насельники, по действующей с 1924 года Уставной Хартии Святой Горы «Новый канонизм», обязаны принимать гражданство Греческой Республики (даётся автоматически при поступлении в монастырь). В настоящее время занимает 19-е место в иерархии святогорских обителей.

## Обзор истории
Первоначальное русское монашеское поселение на Афоне существовало уже в XI веке и было признано в качестве отдельного монастыря в 1169 году (обитель Фессалоникийца).
В конце XV—XVI веке в монастыре жили преимущественно сербы, что засвидетельствовано документами переписки администрации обители с московскими властями того времени.
В XVIII веке монастырь пришёл в такое бедственное состояние, что в 1726 году в нём, по свидетельству Василия Григоровича-Барского («первое посещение Афонской Горы»), осталось лишь двое русских и двое болгарских монахов при игумене-болгарине. В 1735 году монастырь был объявлен греческим.
Около 1770 года греческие иноки Пантелеимонова монастыря переселились в принадлежавшую монастырю прибрежную келлию в честь Воскресения Христова, где в начале XIX века монастырь был заново отстроен господарем Валахии Скарлатом Каллимахи, после чего Старый Руссик был преобразован в скит.
После восстановления нормального течения жизни на Афоне (с прекращением турецкой военной оккупации) в 1830 году, после Адрианопольского мира), монастырь не получил своих прежних имений назад, так как они отошли другим монастырям за долги; Протат даже хотел исключить обитель из списка монастырей, но такое решение было отклонено Константинопольским патриархом Константием I.
Игуменом с 1821 года был грек Герасим, благоволивший русскому присутствию. Русское присутствие в монастыре стало возрождаться с прибытием в него в 1830-х иеромонаха Аникиты (в миру князя Ширинского-Шихматова) и иеромонаха Иеронима (купеческого сына Ивана Соломенцова; † 1885).

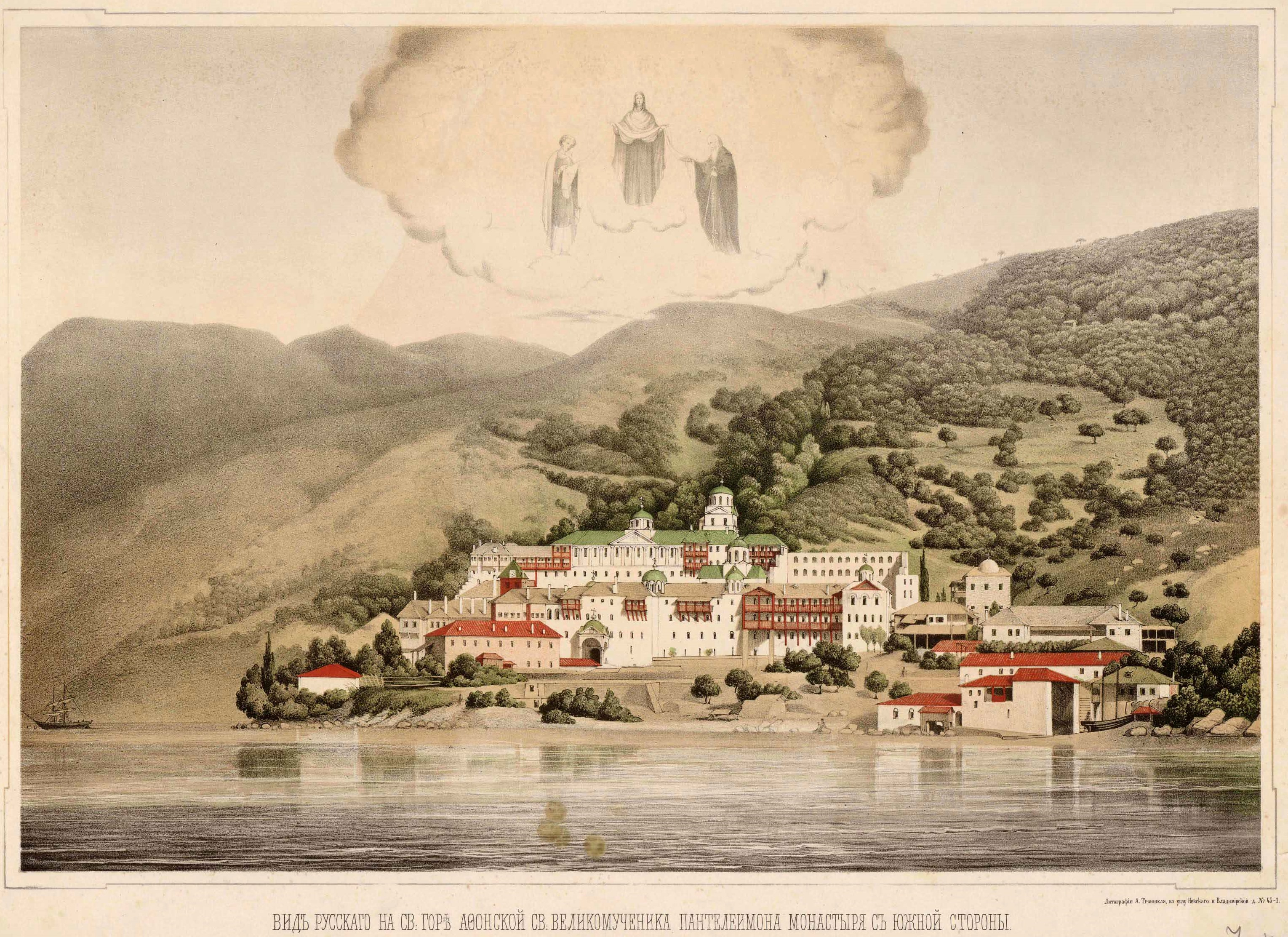
Афон. Вид монастыря Св.Пантелеймона, рис. 1870-1880-х гг.

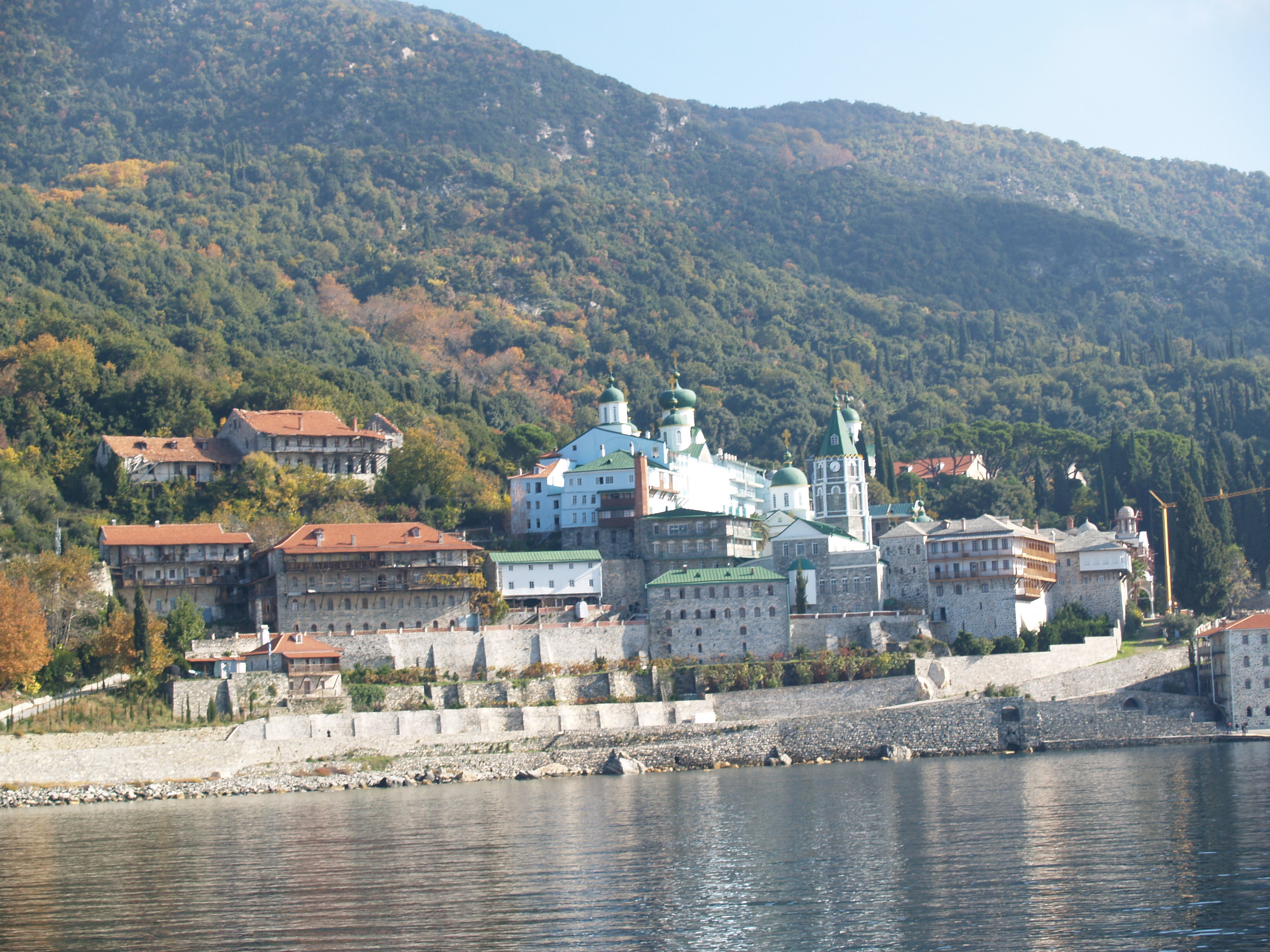
Афон. Вид монастыря Св. Пантелеимона в 2005 г.

После кончины 24 марта 1846 года общего духовника русских на Афоне старца иеросхимонаха Арсения отец Иероним стал преемником его по духовному влиянию на Святой Горе между русскими, и не только между ними, но даже и среди греков, болгар, сербов, и святогорцев других народностей. 
Монастырь пользовался покровительством русской императорской фамилии и во второй половине XIX века значительно разросся и отстроился.
В 1861 году духовной собор старцев монастыря постановил отправить в Россию иеромонаха Арсения Минина для сбора добровольных пожертвований. В августе 1867 года он привёз в московский Богоявленский монастырь святыни из Пантелеимонова монастыря, для которых позднее, на деньги благотворителей, им была построена Афонская часовня (в 1929 году закрыта и снесена большевиками).
Первым русским игуменом стал в 1875 году архимандрит Макарий (Сушкин). Значительный рост количества насельников из России вызывал трения и конфликты; русские насельники желали официального признания российской юрисдикции за монастырём, а также иными русскими поселениями на Афоне. В начале XX века российский Святейший синод и правительство рассматривали и сам монастырь, и всех русских насельников на Афоне как находящихся также и в их юрисдикции (наряду с оттоманским подданством). Такая практика была прямо запрещена Уставом Святой Горы, принятым в 1924 году. Хотя после второй мировой войны Русская православная церковь и власти СССР числили Пантелеимонов монастырь среди обителей РПЦ, к тому не было никаких церковно- или гражданско-правовых оснований. В конце 1980-х насельникам монастыря Константинопольским патриархатом было прямо указано на недопустимость возношения имени Московского патриарха на общественном богослужении.
В 1885 году послушником здесь стал крестьянин-иконописец Филипп Малявин, с которым здесь позже познакомился профессор Императорской Академии художеств скульптор В.А. Беклемишев.
К концу XIX века стал самым большим монастырём на Святой Горе по площади и численности братии. К 1903 году там насчитывалось 1446 монахов. На 1913 год число братии выросло до 2000 человек (всего в 1913 году на Святой Горе греков было 3900, болгар — 340, румын — 288, сербов — 120 и грузин — 53). Россикон многократно страдал от пожаров, наиболее известные случаи: в 1307 году, когда монастырь был сожжён каталонскими пиратами, и в 1968 году.
В 1910-х годах монастырь стал местом ожесточенных богословских споров вокруг имяславия среди русских монахов. В результате вмешательства правительства Российской империи в 1913 году монастырь был взят штурмом посланными туда русскими войсками. Русские монахи — сторонники имяславия были депортированы с Афона в Россию на судне «Херсон» (всего был вывезен 621 монах, из них 418 — из Пантелеимонова монастыря).
11 ноября 1959 года игумен монастыря Илиан (Сорокин) обратился с письмом на имя председателя Отдела внешних церковных сношений архиепископа Никодима(Ротова): «Наш монастырь пришёл в полный упадок, и ему грозит запустение и переход в чужие руки этого древнего русского достояния, созданного трудами и жертвами многих поколений русского православного верующего народа. Основная причина этого бедственного положения — оскудение нашей братии из-за отсутствия поступления новых монахов в наше монашеское братство, как об этом мы уже сообщали и ранее в Московскую Патриархию. Нас осталось сейчас всего 50 человек, самому молодому из нас 54 года, большинство семидесяти- и восьмидесятилетние старики. <…> Мы умоляем Вас, Святейшего Патриарха Алексия, и всю Русскую Православную Церковь незамедлительно оказать нам помощь. Иначе наш монастырь обречён на погибель».
В 1966 году впервые с 1914 года из России/СССР было отправлено пополнение из четырёх монахов. В их числе был иеромонах Ипполит (Халин), ставший экономом монастыря. Игуменом обители 11 июля 1975 года стал иеромонах Авель (Македонов), близкий друг митрополита Никодима, оставшийся в СССР после похорон Никодима в октябре 1978 года
Вследствие политики Константинопольского патриархата, направленной на выдавливание русских монахов с Афона, и действий властей Греции по ограничению прибытия граждан СССР на Афон в Пантелеимоновом монастыре в начале 1970-х годов осталось 13 монахов; в письме патриарху Московскому Пимену от 9 сентября 1972 года схиархимандрит Гавриил (Легач) писал: «…Наш Монастырь находится в крайне затруднительном положении и особенно из-за неимения братства. С течением времени постепенно число уменьшается — старики вымирают, а пополнения нет, такое положение и уже здесь живущих приводит в уныние и безнадежность. Мы, зная любовь Русского Народа к Святому Афону, верим и надеемся, что Вашим Святейшеством и всей Русской Церковью будут приняты все возможные меры к тому, чтобы этот русский (почти последний на Афоне) уголок с его святынями оставался и продолжал своё существование для утешения каждого верующего русского человека…»
После визита на Святую Гору патриарха Пимена в 1972 году (первое в истории посещение Афона Всероссийским патриархом) ситуация с пополнением братии при содействии правительства СССР стала немного улучшаться. Число насельников, приписанных в 2016 году к обители, составляло от 80 до 90 человек (в 2014 году — около 70 человек).
В 2005 году монастырь удостоен Специального диплома Союза писателей России за издание книги о преподобном Силуане Афонском.
Первым из руководителей России, посетившим Россикон, был Владимир Путин (9 сентября 2005 года).

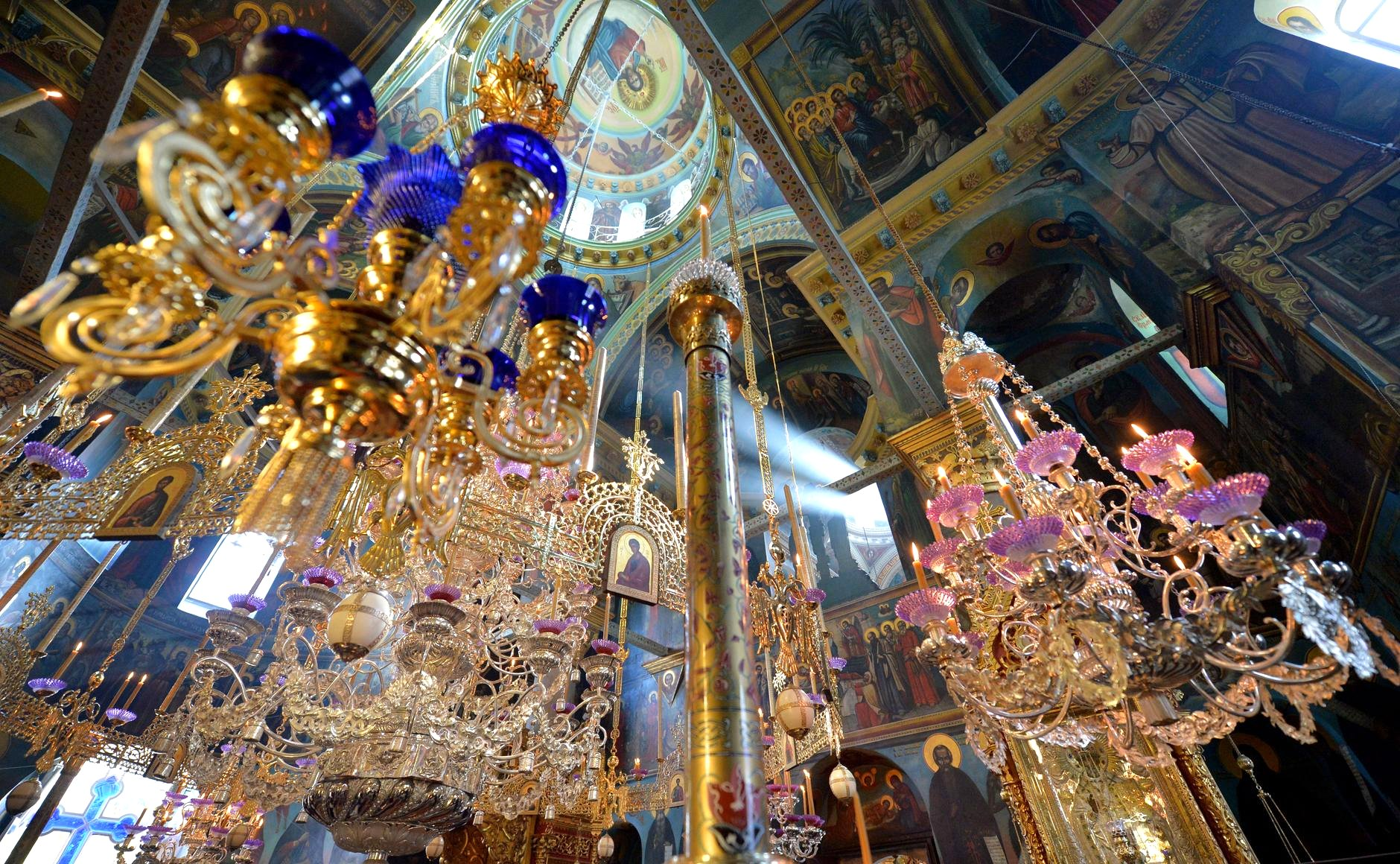
В Русском на Афоне Свято-Пантелеимоновом монастыре
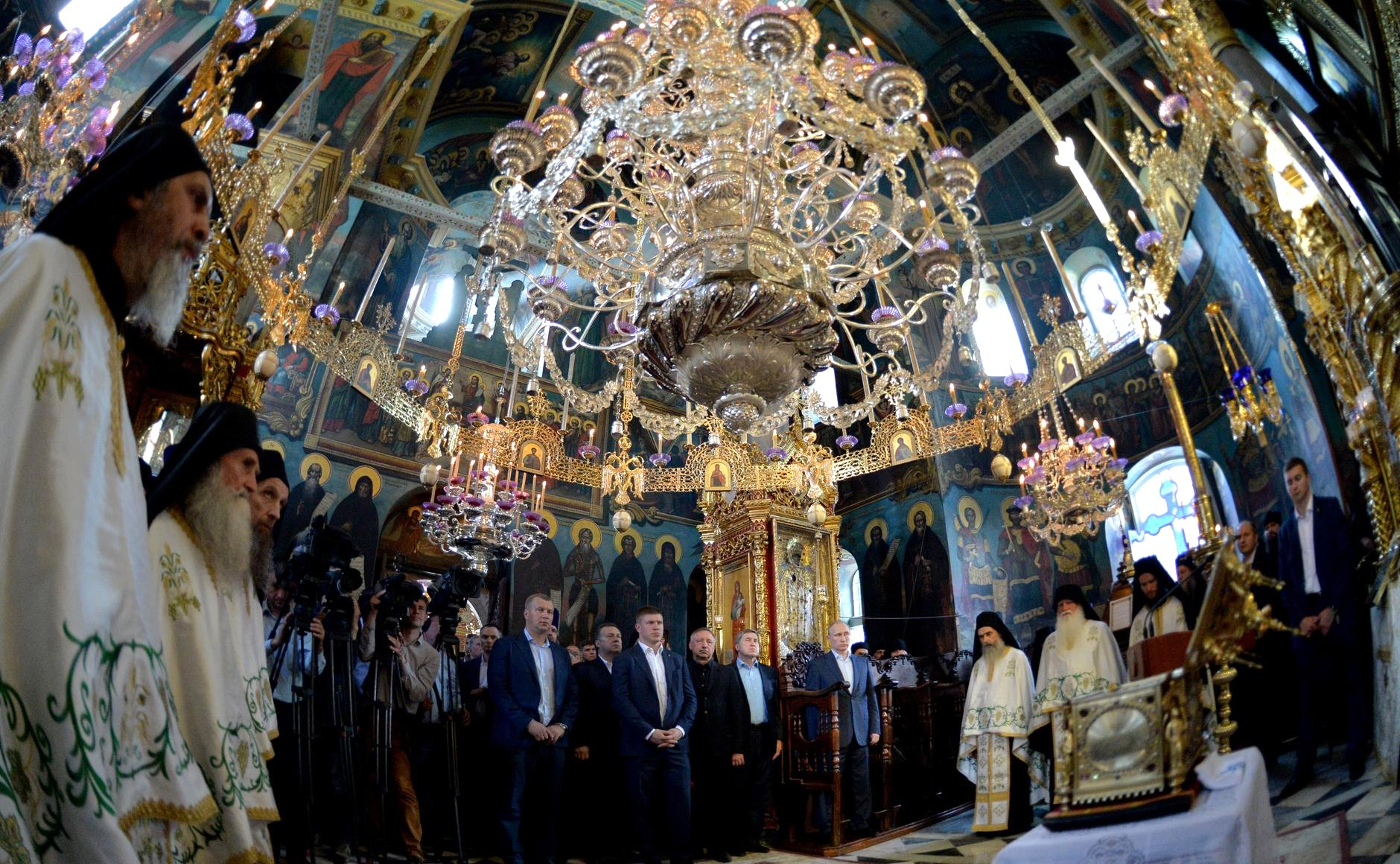
Владимир Путин во время посещения монастыря

## Подвижники, реликвии и сокровища
Собор святого Пантелеимона Целителя построен в 1814 году.
Монастырь отмечен подвигами ряда русских насельников, наиболее известный из которых — старец Силуан, скончавшийся здесь в 1938 году.
Некоторые святые: Силуан Афонский, Василий Площанский, Иоанн Русский, Иов Угольский.
Сокровище монастыря — библиотека, сильно пострадавшая во время пожара 1959 года, и несколько бесценных святынь, среди которых мощи Святого Пантелеимона, стопа Андрея Первозванного, честная глава апостола Луки, мощи Иоанна Предтечи, апостолов: Петра, Филиппа, Фомы, Варфоломея и Варнавы; первомученика Стефана, Исаакия Далматского, Дионисия Ареопагита, бессребренников Космы и Дамиана, Кирилла Иерусалимского, Трифона и многих других. Здесь же находится чудотворная икона Божией Матери, именуемая «Иерусалимская», икона святого Иоанна Предтечи, древняя икона святого великомученика и целителя Пантелеймона и икона священномученика Харалампия.
Монастырская библиотека содержит более 20 000 книг и рукописей.
В XIX веке колокола монастыря считались самыми большими в Греции.

## Храмы

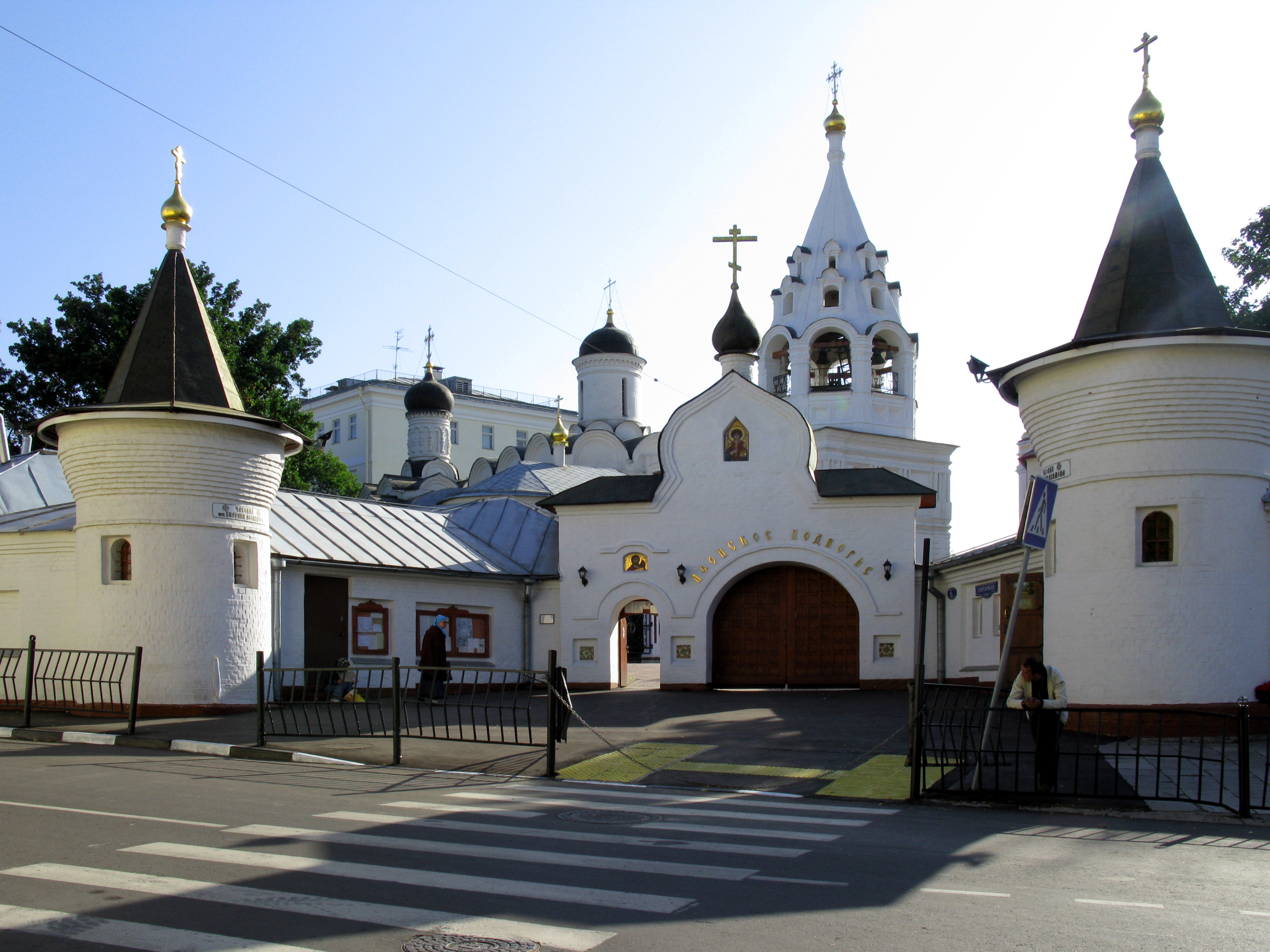
Подворье монастыря в Москве

При монастыре построено несколько храмов. 
Соборный храм св. Пантелеимона (главный храм), где хранится глава св. вмч. Пантелеимона и других святых. 
Второй соборный храм -  Покрова Пресвятой Богородицы, в нём хранятся мощи преподобного Силуана Афонского. Здесь же находится чудотворная икона Божией Матери, именуемая «Иерусалимской», икона св. Иоанна Предтечи, древняя икона св. вмч. Пантелеимона и икона священномученика Харалампия.
Третий храм освящен в честь святителя Митрофана Воронежского. 
При монастыре также малый храм Успения Пресвятой Богородицы. храм святых великих князей равноапостольного Владимира и благоверного Александра Невского.
Два кладбищенских храма монастыря - это старый храм Святых Апостолов Петра и Павла (построен в 1820 году) и двухэтажный новый храм (построен в 1896 году). Новый храм включает в себя два храма и 2 кельи. Храм на втором этаже посвящен Святым Архангелам, а на первом — Святому Серафиму Саровскому и Святому Феодосию.
Множество часовень находится под началом монастыря: часовня Успения Богородицы, часовня Святого Митрофана, часовня Вознесения Господня, часовня Святого Сергия, часовня Святого Дмитрия, часовни Святого Александра Невского,  Покрова Пресвятой Богородицы, Святого Саввы, Святого Николая а также часовня Иоанна Предтечи.

## Cкиты и келии
К Пантелеимонову монастырю приписаны скиты Успения Богородицы (Ксилургу), Старый Русик, Новая Фиваида и Кромница (Крумица).
- Скит Новая Фиваида. В этом скиту подвизался с братией иеромонах Рафаил (Берестов).
- Скит Крумица (Кормилица). Находится практически на границе Афона, недалеко от городка Уранополис. Вокруг скита расположены многочисленные виноградники монастыря. Скит являлся монастырской здравницей, во времена расцвета в нём было несколько сотен монахов. На данный момент скит восстанавливается несколькими насельниками, отправленными из Пантелеимонова монастыря. Во время большого пожара на Афоне в августе 2013 года скит уцелел. Огонь подошёл к скиту в ночь на память святителя Пантелеимона, и, хотя вокруг выгорела под корень вся растительность на многие километры, скит и виноградники остались нетронуты пламенем.Старый Нагорный Руссик. Ныне в нём проживает один монах Иона.
- Скит Богородицы Ксилургу (Древодела). Одна из древнейших русских православных обителей[16], в 2016 году в скиту отметили 1000-летие русского православия на Афоне.

Также монастырю Святого Пантелеимона в разное время принадлежали:
- Андреевский скит. После смерти последнего русского насельника перешёл к монастырю Ватопед.
- Ильинский скит. Основан Паисием Величковским, ныне приписан к монастырю Пантократор

Монастырю принадлежат 5 келий: Святого Евфимия, Святых Бессребренников, Живоносный Источник, первомученика архидьякона Стефана, великомученика Георгия Победоносца.

## Подворья
Монастырь имеет подворья в Москве (Храм Никиты Мученика на Швивой горке за Яузой) и в Санкт-Петербурге, а также подворье в Стамбуле (в районе Каракёй).
Киевское подворье

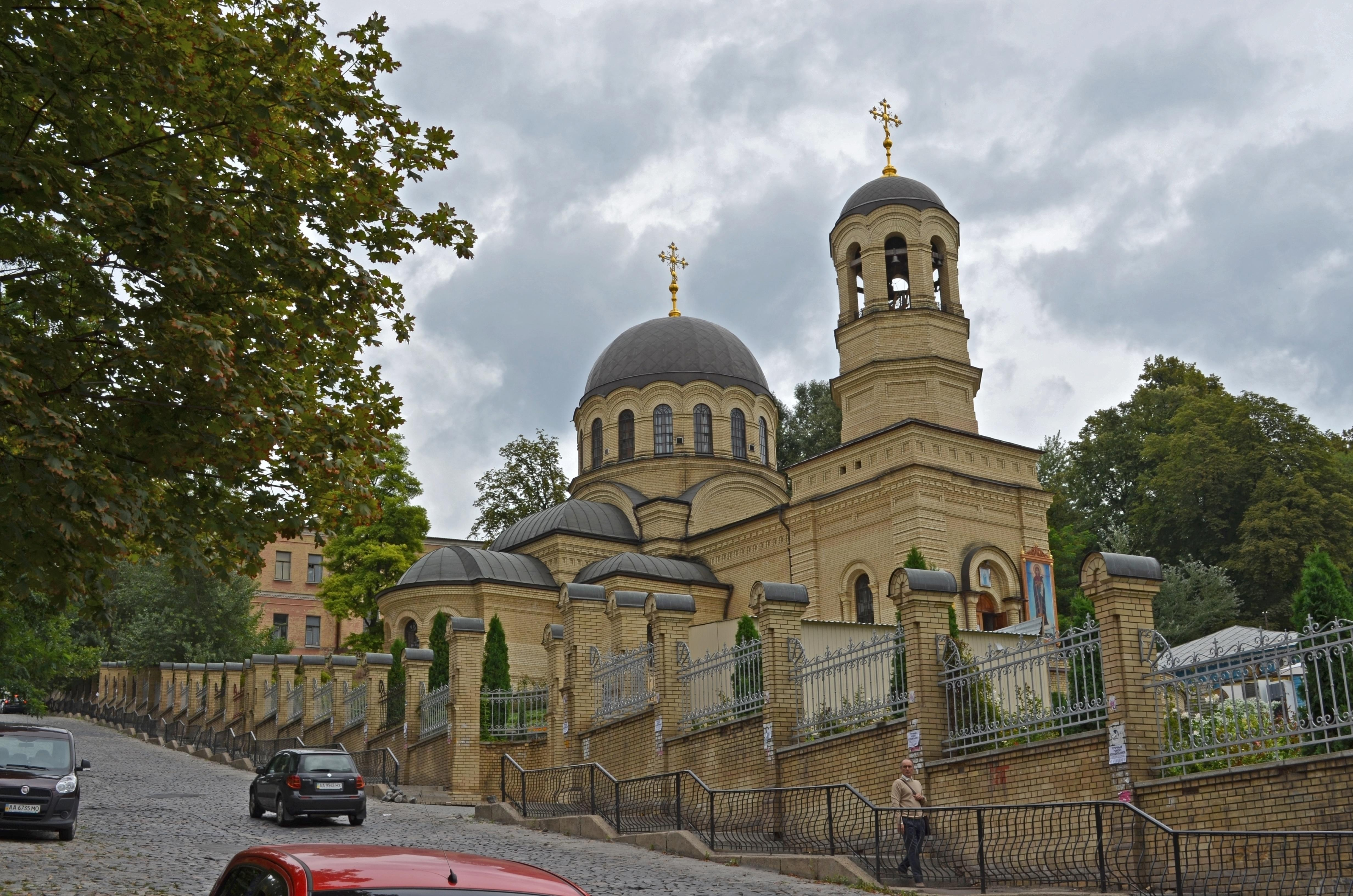
Бывшее подворье (2012—2017), Киев

21 октября 2012 года в Киеве при храме святителя Михаила было открыто подворье Пантелеимонова монастыря.
19 июня 2014 года решением Синода УПЦ скит преподобного Силуана Афонского, открытый 5 января 2013 года в селе Загребля Житомирской области, был присоединён к Киевскому подворью Свято-Пантелеимонова монастыря.
27 января 2017 года настоятель Пантелеимонова монастыря архимандрит Евлогий (Иванов) обратился к митрополиту Онуфрию (Березовскому) с просьбой о приостановке деятельности подворья.
5 апреля 2017 года Синод УПЦ приостановил деятельность афонского подворья в Киеве.

## Игумены
- игумен Савва (1803 — 14 апреля 1821) грек
- игумен Герасим (1821 — 10 мая 1875) грек
- архимандрит Макарий (Сушкин) (1875—1889)
- схиархимандрит Андрей (Верёвкин) (1889 — †12 ноября 1903)
- схиархимандрит Нифонт (Четвериков) (1903 — †24 октября 1905)[23]
- архимандрит Мисаил (Сопегин) (ноябрь 1905 — 31 мая 1909)
- архимандрит Иакинф (Кузнецов) (31 мая 1909 — 16 января 1927)
- схиархимандрит Иустин (Соломатин) (1 апреля 1940 — †17 августа 1958)
- схиархимандрит Илиан (Сорокин) (1958 — 18 января 1971)
- схиархимандрит Гавриил (Легач) (26 апреля 1971 — 4 июля 1975)
- архимандрит Авель (Македонов) (11 июля 1975—1979)
- схиархимандрит Иеремия (Алёхин) (июнь 1979 года[24]— †4 августа 2016)
- архимандрит Евлогий (Иванов) (с 2 октября 2016)